# Chłodnictwo
Chłodnictwo – dział techniki zajmujący się odprowadzaniem ciepła ze środowiska chłodzonego w celu uzyskania i utrzymania temperatur niższych od temperatury otoczenia. Ma największe zastosowanie w utrwalaniu żywności.
Najwcześniej poznanymi substancjami chłodniczymi były lód i śnieg. Już pięć tysięcy lat temu stosowano je w Chinach do chłodzenia napojów. Również Chińczycy przywozili z gór bloki lodu, które przechowywali aż do lata. Wikingowie pod koniec zimy zakopywali (na terenie domostw) żywność razem z lodem, natomiast Rzymianie transportowali z gór śnieg, który umieszczali w izolowanych słomą dołach tworząc w ten sposób prymitywne lodówki. Metoda ta była stosowana jeszcze w XVIII wieku w Anglii. W Egipcie oraz Indiach używano porowatych glinianych naczyń, w których efekt chłodzenia uzyskiwano dzięki odparowaniu części zawartości. Ten efekt wykorzystywali również Persowie, którzy zwiększali intensywność parowania przez nadmuch powietrza. Zimna woda płynęła w kanałach pod podłogą chłodząc wnętrze pałacu.
Odkrycie mikroorganizmów (pleśni, bakterii), a następnie wpływu temperatury na prędkość ich namnażania spowodowało wzrost zainteresowania chłodzeniem, jako sposobem konserwowania żywności. Jednak technika chłodnicza zaczęła rozwijać się gwałtownie dopiero w XIX wieku w trakcie rewolucji przemysłowej. Obecnie efekt chłodzenia uzyskujemy dzięki specjalnie budowanym urządzeniom chłodniczym.

## Zastosowanie chłodnictwa
Niektóre obszary zastosowań techniki chłodniczej
| Temperatura [°C] | Obszar zastosowań |
| −10 do 25        | - produkcja i przechowywanie żywności - transport chłodniczy - urządzenia klimatyzacyjne (ochładzanie i osuszanie powietrza) - pompy ciepła - obiekty sportowe (sztuczne lodowiska, skocznie) - chłodzenie urządzeń przemysłowych (sprężarek powietrza, wtryskarek, radarów) |
| −50 do −10       | - zamrażanie żywności dla przechowalnictwa - liofilizacja (suszenie sublimacyjne) - skraplanie propanu i butanu |
| −180 do −50      | - produkcja suchego lodu - kriobiologia i kriomedycyna (przechowywanie tkanek, operacji mózgu) |
| −270 do −180     | - skraplanie powietrza, tlenu, argonu, neonu, wodoru, helu - lotnictwo i kosmonautyka - kriofizyka (nadprzewodnictwo, nadpłynność) |
| ok. −273         | - zero absolutne - badania fizyczne (budowa materii) |

### W przemyśle spożywczym
Najważniejszym obszarem zastosowań chłodnictwa jest utrwalanie, przechowywanie i transport łatwo psujących się artykułów spożywczych. Przeciwieństwie do innych metod utrwalania technika chłodnicza pozwala zachować produkty w pierwotnym stanie świeżości, bez zmiany smaku, koloru, czy zawartości witamin. Wadą jest wysoki koszt eksploatacji i utrzymania łańcucha chłodniczego oraz wysoki koszt czynników chłodniczych.
Obniżenie temperatury produktów spowalnia tempo przemian fizycznych, biochemicznych i mikrobiologicznych. Aktywność endogennych enzymów zmniejsza się, wzrost większości bakterii i pleśni zostaje zahamowany. Następuje zmniejszone parowanie i mniejszy ubytek masy produktu. Spowalniają się procesy utleniania tłuszczów.
W zależności od stosowanej temperatury trwałość produktów ulega przedłużeniu. Przy wyższych wynosi ona rzędu kilku dni, przy –30 °C dochodzi ona do pół roku, bądź dłużej.
Stosowane techniki to mrożenie owiewowe, kriogeniczne, fluidyzacyjne, bądź rzadko stosowaną impingement.

## Sposoby uzyskiwania obniżonych temperatur
topnienie – przejście ze stanu stałego w ciekły
Ciepło potrzebne do przeprowadzenia tego procesu pobierane jest z otoczenia (środowiska chłodzonego). Przykładem jest lód wodny, który był wykorzystywany od tysięcy lat w lodówkach już przez ludzi pierwotnych;
sublimacja – przejście ze stanu stałego w gazowy
Temperatura i ciepło sublimacji zależą od ciśnienia. W technice najczęściej wykorzystywany jest zestalony dwutlenek węgla – suchy lód;
parowanie – przejście ze stanu ciekłego w gazowy (parę)
Często realizowane jako wrzenie, czyli intensywne parowanie w całej objętości. Temperatura i ciepło parowania zależą od ciśnienia. Wraz ze spadkiem ciśnienia obniża się temperatura parowania. Zjawisko to wykorzystywane jest w urządzeniach chłodniczych sprężarkowych, strumienicowych i absorpcyjnych;
efekt Joule’a-Thomsona (nie mylić ze zjawiskiem Thomsona i ciepłem Joule’a)
Ekspansja gazu za pomocą dławienia izentalpowego. W przemianie tej nie wykonuje się pracy zewnętrznej, a ciśnienie obniża się bardzo szybko, tak że podczas procesu nie ma wymiany ciepła z otoczeniem. To zjawisko wykorzystywane jest w używanych powszechnie sprężarkowych urządzeniach chłodniczych;
rozprężanie gazów
Ekspansja sprężonego gazu połączona z wykonaniem pracy zewnętrznej powoduje obniżenie temperatury. Zjawisko to jest wykorzystywane w powietrznych urządzeniach chłodniczych oraz w urządzeniach do skraplania gazów;
efekt Peltiera
Powstawanie różnicy temperatur pod wpływem przepływu prądu elektrycznego przez złącze złożone z dwóch różnych materiałów;
efekt Ranque’a – Hilscha
Zjawisko polegające na ziębieniu wirowym uzyskiwanym w tzw. rurze wirowej. Stosowane do zasilania laboratoryjnych komór chłodniczych, przyrządów hipotermicznych, klimatyzatorów indywidualnych (np. skafandry chroniące przed wpływem wysokich temperatur oraz ciśnień);
zjawisko desorpcji
w czasie desorpcji (np. uwalniania gazu przez ciecz) z otoczenia pobierane jest ciepło. Proces ten może być realizowany zarówno w małych urządzeniach (domowe chłodziarki absorpcyjne, pompy ciepła), jak i w dużych urządzeniach chłodniczych o wydajności sięgającej 1000 kW. Bywa używany w urządzeniach laboratoryjnych do otrzymywania temperatur w zakresie pomiędzy temperaturami ciekłego wodoru i ciekłego helu (bez skraplania helu);
efekt magnetokaloryczny
Rozmagnesowanie ciał paramagnetycznych wcześniej poddanych działaniu silnego pola magnetycznego, co jest połączone ze spadkiem temperatury.
termoakustyka
w wyniku działania fali akustycznej na specjalnie skonstruowanym wymienniku regeneracyjnym wytwarzany jest gradient temperatury